# Os i Østerdalen
Os i Østerdalen é uma comuna da Noruega, com 1 038 km² de área e 2 131 habitantes (censo de 2004).